# Movilización estudiantil en Colombia de 2011
La movilización estudiantil de 2011 en Colombia consistió en una serie de manifestaciones adelantadas por estudiantes, algunos docentes, trabajadores universitarios y sindicatos, principalmente desde el 12 de octubre, en todo el territorio colombiano como protesta por el Proyecto de Reforma a la Educación Superior presentado por el Gobierno Nacional al Congreso de la República en octubre de 2011.

## Causas y antecedentes

### Propuesta de reforma a la educación superior
El proyecto de reforma a la educación superior presentado por el gobierno de Juan Manuel Santos y su Ministra de Educación María Fernanda Campo buscaba modificar la Ley 30 de 1992, que reglamenta la educación superior en Colombia. El proyecto fue presentado por primera vez ante los rectores de algunas universidades el 10 de marzo de 2011 y en los meses posteriores se realizó su socialización con la comunidad universitaria. La propuesta incluía varios puntos que no cayeron bien en el gremio educativo que alegaba que la reforma no garantizaba el derecho a la educación, puesto que no brindaba a las universidades los recursos necesarios para su funcionamiento.

#### Universidades con ánimo de lucro
La cifra de bachilleres que se graduaron entre 2001 y 2010 en Colombia y que no pudieron ingresar a la educación superior es de tres millones seiscientos seis mil quinientos treinta y dos (3.606.532). Para solucionar este problema, la propuesta de reforma contemplaba la creación de Instituciones de Educación Superior con ánimo de lucro. Este punto de la propuesta fue el que más malestar produjo en la comunidad universitaria, que argumentó que en otros países donde se ha implantado este modelo, como Brasil, si bien se ha ampliado la cobertura, el efecto colateral ha sido una disminución grave en la calidad de las instituciones.
Ante la propuesta de universidades con ánimo de lucro el movimiento estudiantil inició la organización de múltiples manifestaciones en el territorio nacional, entre ellas la multitudinaria marcha del 7 de abril. Estas primeras movilizaciones llevaron a que el 23 de agosto el Gobierno desistiera de su interés de crear universidades con ánimo de lucro, sin embargo la propuesta de reforma siguió provocando el rechazo de la comunidad universitaria.

#### Créditos educativos
El proyecto de Ley contemplaba una mayor inversión en créditos para educación superior, a través del Instituto Colombiano de Crédito y Estudios Técnicos en el Exterior (ICETEX), los cuales serían pagados por los beneficiarios una vez terminen sus estudios e ingresen al mercado laboral, con la posibilidad de condonación de la deuda por excelentes resultados académicos.
Este punto de la propuesta fue criticado por la comunidad universitaría por considerar que iba en detrimento de la educación pública y favorecia únicamente a las universidades privadas que son las que acogen a los estudiantes con créditos. Además la reforma permitía el cobro coactivo para garantizar el pago de las deudas adquiridas por los estudiantes.

#### Otros puntos cuestionados
El proyecto de reforma a la educación superior también buscaba:
- Establecer una autonomía económica para las universidades públicas, mientras la autonomía universitaria seguiría siendo vulnerada dada la composición de los Consejos Superiores Universitarios, en los que tendrían mayor presencia agentes externos a las universidades.[5]
- Establecer la misma legislación para Universidades e Instituciones de Educación Superior que pueden ofrecer carreras y cursos de manera flexible sin importar su denominación.
- Posibilitar la declaración de Insolvencia Empresarial en las Instituciones Estatales y Privadas.
- Establecer la racionalización y optimización de recursos humanos, físicos, técnicos y financieros como objetivo principal en las Universidades Estatales.
- Aplicar régimen de Institución de naturaleza privada a Instituciones de Educación Superior Mixtas.
- Permitir la vinculación de docentes contratados por horas.
- Permitir que el gobierno destine recursos públicos a Instituciones de Educación Superior Privadas.
- Imponer sanciones de todo tipo (desde amonestaciones hasta suspensiones y cancelación) y bajo diferentes conceptos a Instituciones de Educación Superior.
- Diversificar los fondos de que deben disponer las Instituciones de Educación Superior Estatales, obligándolas a competir por recursos públicos y a su autosostenimiento por ventas de servicios y aumentos de matrículas.
- Establecer plazos para mejoramiento de calidad y servicios en las Instituciones de Educación Superior para confirmar o degradar su nominación.
- Aumentar la cobertura de cupos en Instituciones de Educación Superior Públicas y Privadas.
- Limitar los recursos destinados a las Instituciones de Educación Superior Estatales de manera temporal, teniendo en cuenta el aumento del PIB y los resultados obtenidos.

### Marcha del 7 de abril

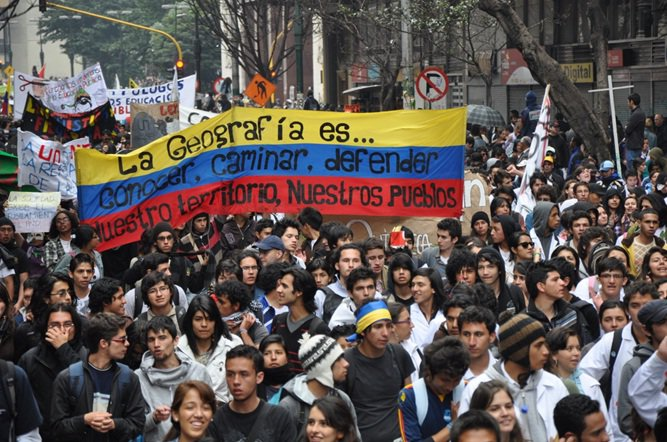
Estudiantes en la marcha del 7 de abril

El 7 de abril de 2011 se llevó a cabo en el país la primera gran protesta de sindicatos, maestros y estudiantes, durante el gobierno de Juan Manuel Santos; en ella se exigieron mejoras en las condiciones salariales de docentes, pensionados y empleados; mejoras en derechos laborales y sindicales, y se rechazó la reforma a la educación superior presentada por el Gobierno, el Plan Nacional de Desarrollo 2010 - 2014, la privatización de la Empresa de Telecomunicaciones de Bogotá (ETB), la Ley del Primer Empleo, la sostenibilidad fiscal, la Ley 100 de 1993 y los Tratados de Libre Comercio.
Las marchas se desarrollaron en gran parte del territorio nacional y en ellas participaron más de cien organizaciones: todas las universidades públicas, algunas universidades privadas, ASPU (Asociación Sindical de profesores Universitarios), algunos colegios públicos y privados, la Organización Mundial de Estudiantes (OME) (World Organization of Students - WOS, por sus siglas en inglés), Organización Colombiana de Estudiantes (OCE), la Federación de Estudiantes Universitarios (FEU), la Asociación Colombiana de Estudiantes Universitarios (ACEU), Proceso Nacional Identidad Estudiantil, Red Revuelta, la Federación Universitaria Nacional (FUN comisiones MODEP), el Sindicato Estudiantil (Sies Colombia), la Red Independientes, el Colectivo Pensamiento Crítico y un sinnúmero de colectivos estudiantiles, además de la Central Unitaria de Trabajadores (CUT), la Federación Colombiana de Educadores (FECODE), el Sindicato de Trabajadores de la ETB (SINTRATELÉFONOS), los trabajadores de la Empresa de Acueducto y Alcantarillado de Bogotá (EAAB), entre otras.

## Desarrollo

### Paro Nacional Universitario
A pesar de la oposición que desde un principio se presentó ante el proyecto de reforma a la educación superior, este fue radicado por el Gobierno Nacional ante el Congreso de la República el 3 de octubre de 2011. Desde ese momento la mayor parte de las Instituciones de Educación Superior empezaron a organizar asambleas en las que tomaron las decisiones respecto a cómo manifestar su oposición al articulado.
El Paro Nacional, como mecanismo de acción estudiantil tuvo un proceso inicial de organización a nivel nacional, que inicia en el mes de septiembre, reuniendo un número significativo de instituciones universitarias y que contó con asesoría internacional, luego, a partir del 12 de octubre las 32 universidades públicas del país se declararon en paro indefinido y afirmaron que éste no se levantaría hasta que el Proyecto de Reforma fuese retirado del Congreso y se ofrecieran las garantías para la construcción democrática de un nuevo proyecto.

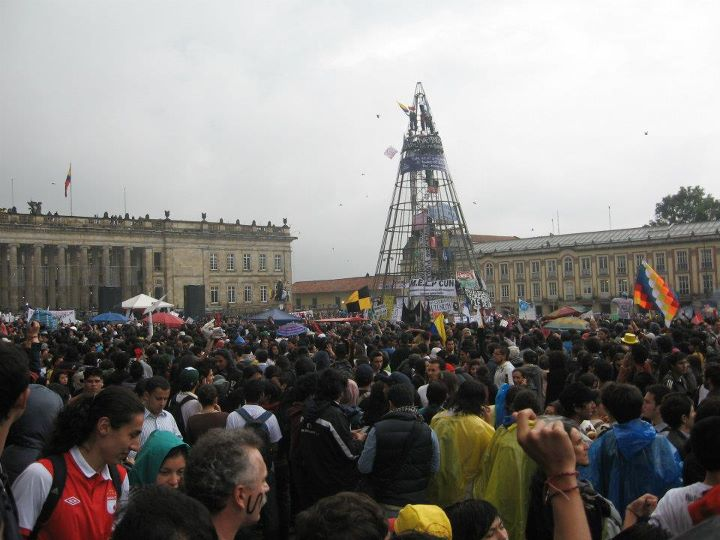
Plaza de Bolívar en la Toma a Bogotá

En diversas ocasiones se realizaron marchas nacionales en contra de la reforma como las del 7 de abril, 7 de septiembre, 7 de octubre, 12 de octubre, 26 de octubre, la Marcha de Antorchas del 3 de noviembre, la Toma a Bogotá del 10 de noviembre y la Jornada continental de movilización por la educación del 24 de noviembre.
En la marcha del 12 de octubre de 2011 el estudiante de medicina de la Universidad Santiago de Cali, Jan Farid Cheng Lugo, falleció a causa del lanzamiento de un artefacto explosivo por personas no determinadas (los hechos son materia de investigación) durante la manifestación convocada por la Mesa Amplia Nacional de Estudiantes. La Mesa Amplia Nacional Estudiantil (MANE) denunció que la muerte del joven no fue un accidente sino un asesinato producto de la explosión de un artefacto arrojado por desconocidos desde un puente, esta versión fue confirmada por el análisis de medicina legal que estableció un "asesinato" como el motivo del deceso; los hechos todavía están por esclarecerse.

## Consecuencias
El 9 de noviembre de 2011, un día antes de que se realizara la marcha más grande de las acontecidas en 2011 en Bogotá denominada Toma a Bogotá, y después de una reunión con congresistas de las comisiones sextas de ambas cámaras del Congreso de la República, el presidente Juan Manuel Santos anunció que el gobierno estaría dispuesto a retirar de su trámite constitucional el proyecto de reforma a la educación superior, sólo si los estudiantes retornaban a la normalidad académica.  Sin embargo, los estudiantes, representados por la Mesa Amplia Nacional Estudiantil (MANE), manifestaron que continuarían con el cese de actividades académicas y con las actividades de protesta programadas hasta que el gobierno efectivamente retirara la propuesta del Congreso y garantizara un mecanismo para la construcción de una propuesta más democrática, que incluya las solicitudes y necesidades de toda la comunidad educativa, y que mantendrían la jornada de protesta programada para el jueves 10 de noviembre.
El 11 de noviembre se produjo el acto que es considerado como la primera victoria de la movilización estudiantil de 2011, cuando el presidente Santos accedió a una de las exigencias de los estudiantes y radicó en el Congreso de la República la solicitud de retiro de la Reforma a la Educación Superior; con once votos a favor y ninguno en contra, el 16 de noviembre, la comisión sexta de la Cámara de Representantes aprobó la solicitud de retiro de la reforma. Como consecuencia de estas medidas por parte del gobierno, los estudiantes deciden dar por terminado el Paro Nacional Universitario que duró poco más de un mes.
El gobierno se comprometió a generar espacios democráticos para la construcción de una nueva reforma a la educación superior que responda a las demandas de la comunidad universitaria y de todo el país; los estudiantes, por su parte, se comprometieron a participar de dichos espacios de diálogo y construcción de una nueva reforma, sin embargo se declararon en constante estado de alerta pues, afirman, no existen garantías del cumplimiento de la palabra por parte del gobierno. Pocos meses después de establecer estos acuerdos, la entonces ministra de Educación María Fernanda Campo anunció que el Consejo Nacional de Educación Superior (CESU), órgano consultivo del Estado presidido por el Ministerio, sería el único escenario autorizado para la construcción de una nueva ley de educación superior, lo cual fue interpretado por el movimiento estudiantil como un incumplimiento de lo pactado ya que consideraron que no contaban con garantías para participar en el CESU.
En consecuencia, los estudiantes organizados en la Mesa Amplía Nacional Estudiantil (MANE) iniciaron la construcción de la Propuesta de Ley Alternativa de Educación Superior a través de múltiples encuentros en diferentes ciudades. Por su parte el Gobierno Nacional, por medio del CESU, emprendió la construcción de la Política Pública de Educación Superior y en 2014 presentó al país el documento denominado Acuerdo por lo Superior 2034, que contiene los lineamientos para este sector en el periodo 2014-2034. Dado que en la construcción de estos lineamientos, contrario a lo que se había pactado para levantar el paro de 2011, nuevamente no fueron incluidos los aportes de las organizaciones estudiantiles, la MANE ha planteado la posibilidad de una nueva protesta. Asimismo, el documento del gobierno ha recibido críticas de diferentes instancias, como la Rectoría de la Universidad Nacional a cargo Ignacio Mantilla, el Congreso de la República por medio de los senadores Jorge Enrique Robledo, Jesús Alberto Castilla y Senén Niño, los representantes a la Cámara, Víctor Correa Vélez y Ángela María Robledo, así mismo el Constituyente Andino por la República de Colombia Alexander Ferms, en calidad de representación internacional.